# Бенарбиа, Маджда
Маджда Бенарбиа (араб. ماجدة بنعربية) — марокканский политик.
Получила степень магистра в области долевых финансовых рынков по теме «Налоговый режим продуктов долевого финансирования в Марокко» в Университете Сиди Мохамеда Бен Абделла в Фесе. 
Государственный служащий региональной налоговой инспекции, Майда Бенарбиа, присоединилась к региональному совету Фес-Мекнес, в котором она является 4-м вице-президентом, отвечая за окружающую среду, торговлю, социальную сферу и экономику солидарности. 
Была избрана депутатом по национальному списку на выборах в законодательные органы Марокко в 2016 году от Партии справедливости и развития. Она входит в депутатскую группу той же партии и входит в состав Комитета по финансам и экономическому развитию.